# Simeone Di Cagno Abbrescia
Simeone Di Cagno Abbrescia (Palo del Colle, 1º aprile 1944 – Bari, 29 marzo 2024) è stato un politico e imprenditore italiano, sindaco di Bari dal 1995 al 2004 e deputato per due legislature.

## Biografia
Laureato in giurisprudenza, da imprenditore operò nel settore immobiliare e del turismo.
Aderì a Forza Italia fin dalla sua fondazione. Eletto sindaco di Bari nel 1995, fu riconfermato dal voto del 1999 e ricoprì l'incarico fino al 2004.
Nel 2006 fu eletto alla Camera dei deputati per Forza Italia, dove fu riconfermato nel 2008 nelle liste del Popolo delle Libertà.
Nel 2009 venne nuovamente candidato sindaco di Bari, raccogliendo il 46,05% al primo turno e il 40,19% al ballottaggio, venendo sconfitto dal sindaco uscente Michele Emiliano.
Il 20 marzo 2018, la Giunta Regionale pugliese, rinnovò il cda di Acquedotto pugliese nominando Di Cagno Abbrescia presidente.
Morì a Bari il 29 marzo 2024, tre giorni prima del suo 80º compleanno.